# William Keeling
Kapitein William Keeling (1577 - 19 september 1619) was een Britse zeekapitein van de East India Company.
Hij voerde het bevel over de Susanna tijdens de tweede reis van de East India Company in 1604. Tijdens deze reis werd zijn bemanning teruggebracht tot veertien man en verdween een van de schepen. Tijdens de derde reis voerde hij het bevel over de Rode Draak en de Hector in 1607. Tijdens deze reis ontmoette hij in 1608 een ambassadeur uit het koninkrijk Ayutthaya in Bantam. Hij ontdekte de Cocoseilanden in 1609 toen hij van Banda naar Engeland voer.